# Dème de Thérmi
Le dème de Thérmi (en grec moderne : Δήμος Θέρμης) est un dème situé dans la périphérie de Macédoine-Centrale en Grèce. Le dème actuel est issu de la fusion en 2011 entre les dèmes de Míkra, de Thérmi et de Vasiliká.

## Les composantes du dème
- District municipal de Mikra : Kardia, Kato Scholari, Plagiari, Trilofos.

- District municipal de Thermi : Néa Raidestos, Néo Rysi, Tagarades, Thermi.

- District municipal de Vasilika : Agia Paraskevi, Agios Antonios, Livadi, Péristéra, Souroti, Vasilika.